# Ат-Тимави, Халид
Хали́д ат-Темави (араб. خالد التيماوي‎; 19 апреля 1969, Эр-Рияд) — саудовский футболист, полузащитник. Выступал за «Аль-Хиляль» и сборную Саудовской Аравии. Победитель Кубка Азии 1996 года, участник Кубка конфедераций 1997 года.

## Карьера

### Клубная
Всю свою карьеру Халид провёл в клубе «Аль-Хиляль» из Эр-Рияда, в составе которого становился чемпионом Саудовской Аравии, обладателем Кубка наследного принца Саудовской Аравии, Кубка Саудовской Федерации, Кубка обладателей кубков Азии, азиатского Кубка чемпионов, клубного Кубка чемпионов Персидского залива и арабского клубного Кубка чемпионов, а также финалистом Суперкубка Азии и арабского Суперкубка.

### В сборной
В составе сборной Саудовской Аравии выступал на Кубке конфедераций 1997 и принял участие во всех трёх матчах. В 1996 году, вместе с командой, стал обладателем Кубка Азии и бронзовым призёром Кубка наций Персидского залива. На первенстве Азии забил 2 гола и вошёл в символическую сборную турнира.

## Достижения
«Аль-Хиляль»
- Обладатель азиатского Кубка чемпионов: 1992
- Обладатель Кубка Саудовской Федерации: 1992/93, 1995/96
- Обладатель арабского клубного Кубка чемпионов: 1994, 1995
- Обладатель Кубка наследного принца: 1994/95
- Чемпион Саудовской Аравии: 1995/96, 1997/98
- Обладатель Кубка кубков Азии: 1997
- Обладатель клубного Кубка чемпионов Персидского залива: 1998